# La corruzione
La corruzione (br A Corrupção) é um filme de drama italiano-francês de 1963, dirigido por Mauro Bolognini.

## Elenco
- Alain Cuny – Leonardo Mattioli
- Rosanna Schiaffino – Adriana
- Jacques Perrin – Stefano, filho de Leonardo
- Isa Miranda – mulher de Leonardo
- Filippo Scelzo – Professor
- Ennio Balbo – Morandi